# Ramnagar (Uttarakhand)
Ramnagar (hindi रामनगर) – miasto w północnych Indiach w stanie Uttarakhand, na pogórzu Himalajów Małych.
Populacja miasta w 2001 roku wynosiła 47 099 mieszkańców.